# Вигнанка (Хмельницький район)
Ви́гнанка — село в Україні, у Сатанівській селищній територіальній громаді Хмельницького району Хмельницької області. Населення становить 94 особи.

## Символіка

### Герб
Щит поділений увігнутою срібною кроквою. В першій пурпуровій частині на зеленій вигнутій базі стоїть срібний лебідь з розпростертими крилами, золотими дзьобом і лапами. В нижній лазуровій частині дві золоті протиобернені риби в правий і лівий перев'язи. Щит вписаний в декоративний картуш, унизу якого напис «ВИГНАНКА» і рік «1241», і увінчаний золотою сільською короною.

### Прапор
Квадратне полотнище поділене білою вигнутою смугою в 1/3 ширини прапора, що йде від 1/6 висоти до низу. На верхній пурпуровій частині на зеленій вигнутій базі стоїть білий лебідь з розпростертими крилами, жовтими дзьобом і лапами. На нижніх синіх частинах дві жовті діагональні риби, обернені до древкового і вільного країв, головами догори.

### Пояснення символіки
Лебідь — символ великої кількості цих птахів на ставах біля села, а також символ родини Залевських, що були власниками села. Риби — символ великої кількості ставків.

## З історії
Колишній орган місцевого самоврядування — Хоптинецька сільська рада.

## Галерея

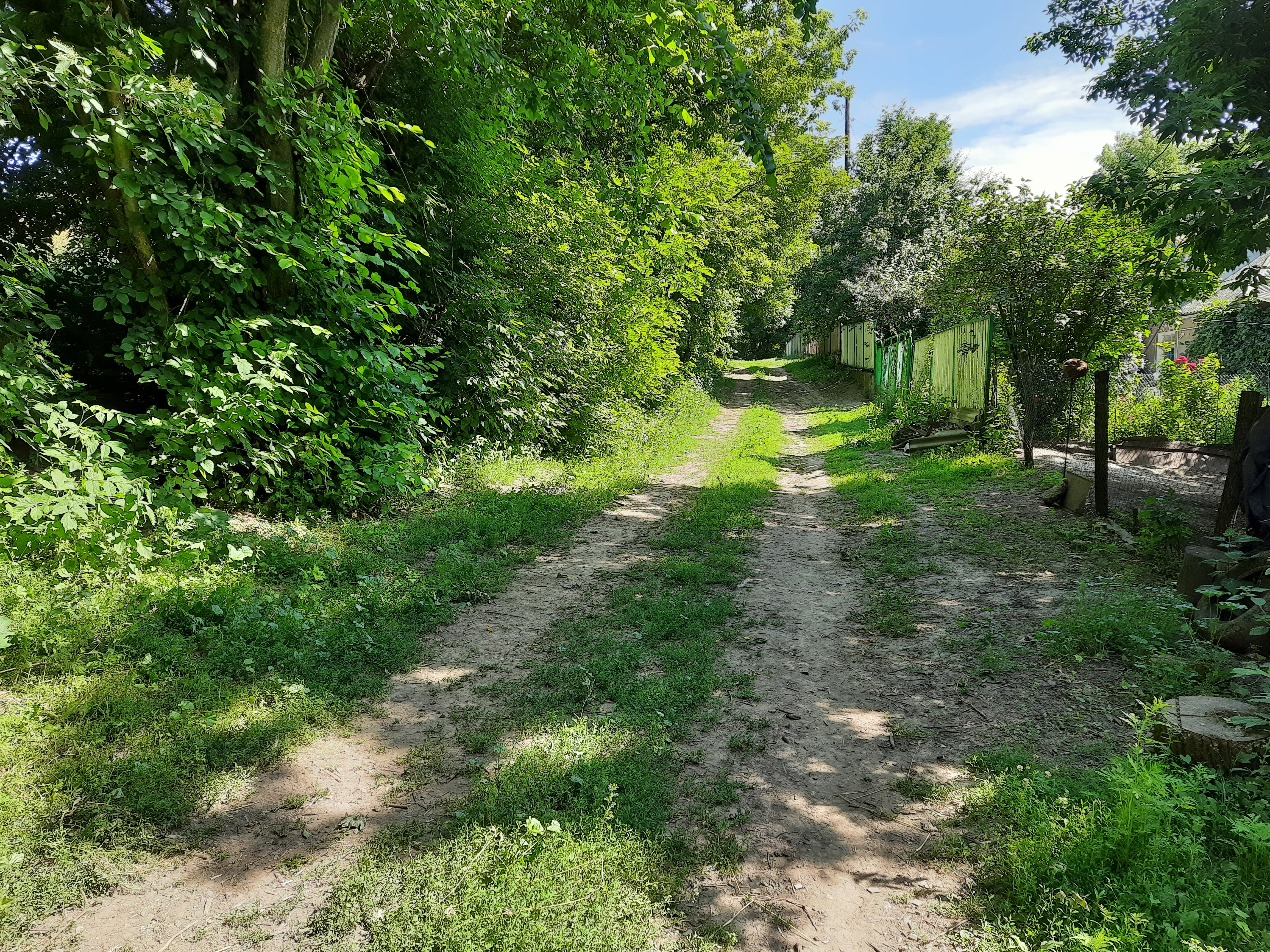
СІльська вулиця
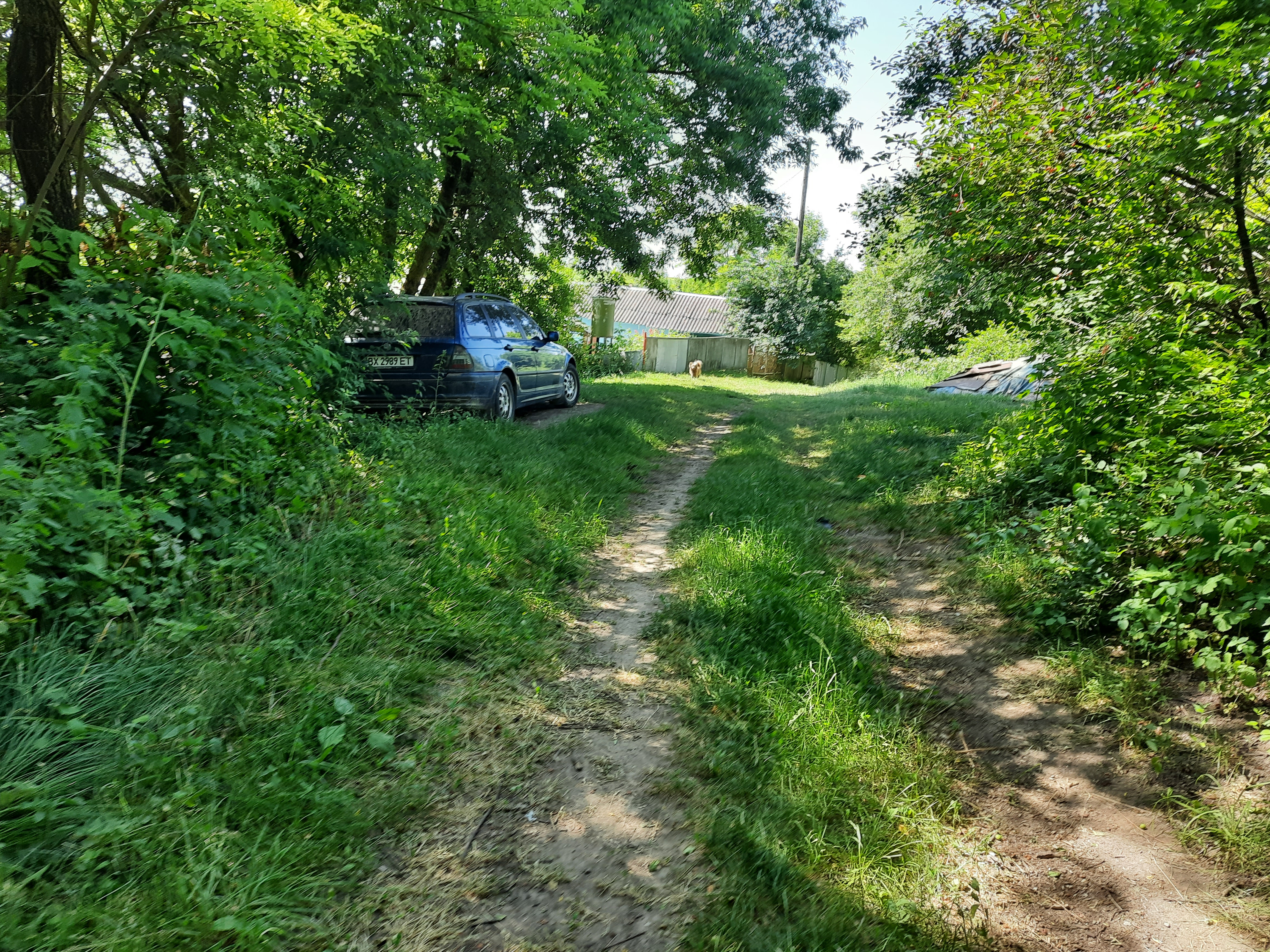
Сільська вулиця
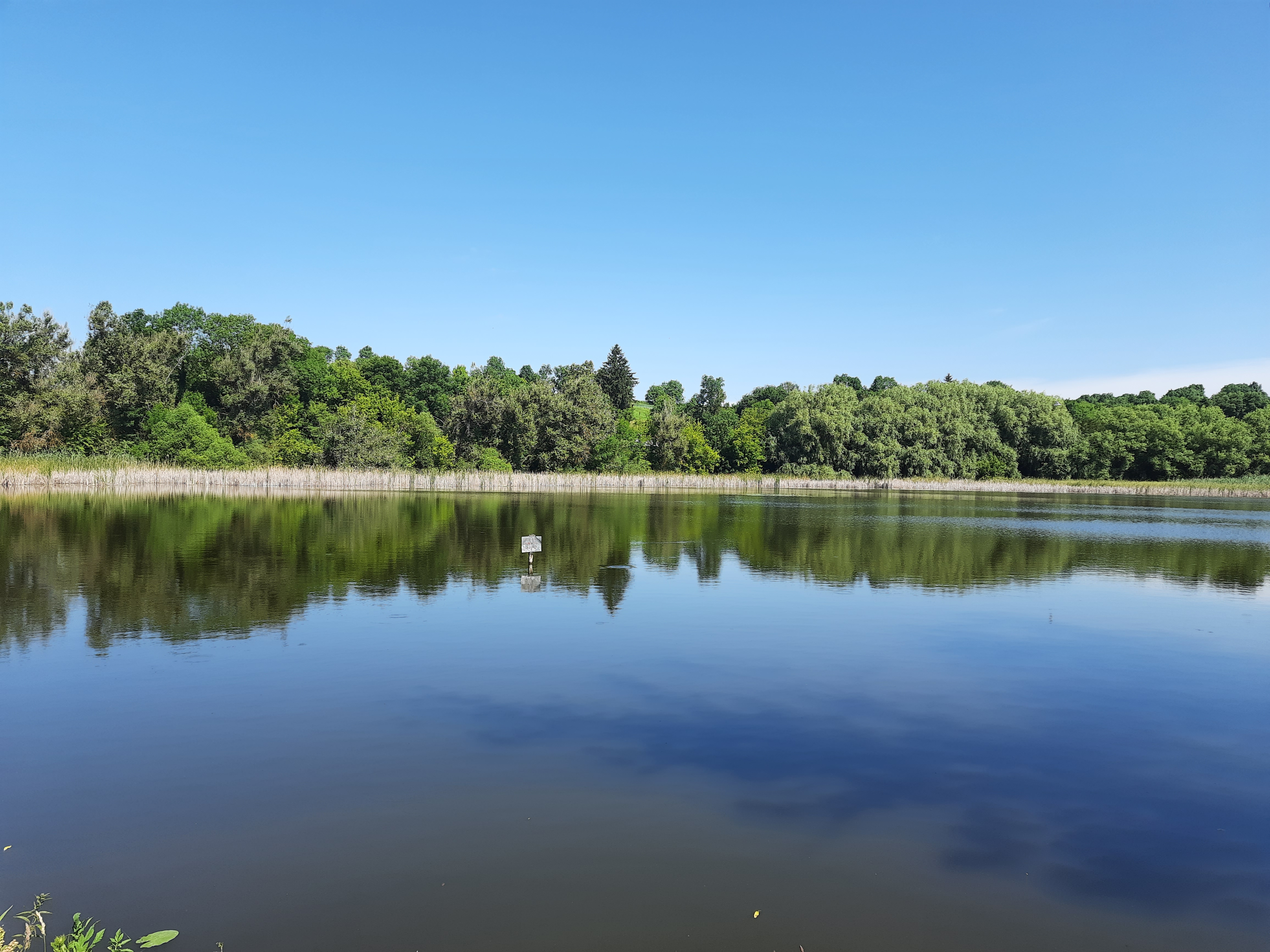
Став біля села
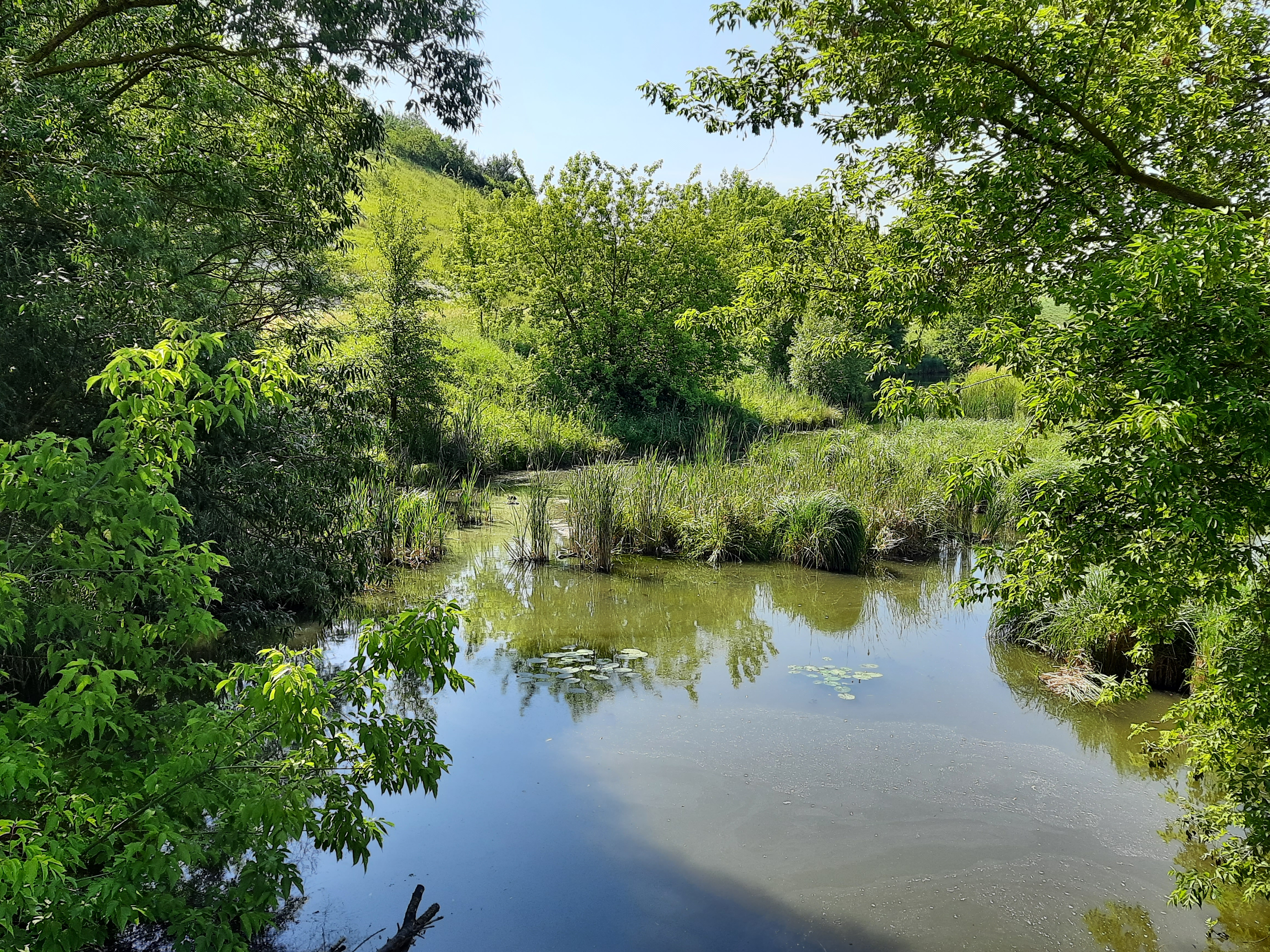
Ставок біля села